# No Mercy (2002)
Pour les articles homonymes, voir No Mercy.
No Mercy 2002 s'est déroulé le 20 octobre 2002 au Alltel Arena de North Little Rock, Arkansas.
| #                                       | Match                                                                               | Stipulation                                                                                      | Durée |
| --------------------------------------- | ----------------------------------------------------------------------------------- | ------------------------------------------------------------------------------------------------ | ----- |
| Dark                                    | The Hurricane bat Steven Richards                                                   | Match simple.                                                                                    | 3:05  |
| 1                                       | Chris Jericho et Christian (c) battent Booker T et Goldust                          | Match par équipes pour le championnat du monde par équipes.                                      | 8:46  |
| 2                                       | Torrie Wilson bat Dawn Marie                                                        | Match simple.                                                                                    | 4:40  |
| 3                                       | Rob Van Dam bat Ric Flair                                                           | Match simple.                                                                                    | 7:59  |
| 4                                       | Jamie Noble (c) (avec Nidia) bat Tajiri                                             | Match simple pour le championnat des poids-moyens.                                               | 8:15  |
| 5                                       | Triple H (championnat du monde poids-lourd) bat Kane (championnat Intercontinental) | match d'unification pour le championnat du monde poids-lourd et le championnat Intercontinental. | 16:13 |
| 6                                       | Chris Benoit et Kurt Angle battent Edge et Rey Mysterio                             | Match par équipes pour le championnat par équipes de la WWE.                                     | 22:03 |
| 7                                       | Trish Stratus (c) bat Victoria                                                      | Match simple pour le championnat féminin de la WWE.                                              | 5:31  |
| 8                                       | Brock Lesnar (c) (avec Paul Heyman) bat The Undertaker                              | Hell in a Cell pour le championnat de la WWE.                                                    | 27:18 |
| (c) désigne le(s) champion(s) en titre. |                                                                                     |                                                                                                  |       |